# 柏町 (立川市)
柏町（かしわちょう）は、東京都立川市の町名。現行行政地名は柏町一丁目から柏町五丁目。郵便番号は、190-0004。

## 地理
立川市北部に位置する。北は武蔵村山市大南及び東大和市桜が丘、東は幸町、南は泉町、西は砂川町に隣接する。町内は主に住宅地として利用される。

### 地価
住宅地の地価は2014年（平成26年）1月1日に公表された公示地価によれば柏町3丁目32番18の地点で21万7000円/m2となっている。

## 世帯数と人口
2018年（平成30年）1月1日現在の世帯数と人口は以下の通りである。
| 丁目       | 世帯数    | 人口    |
| ---------- | --------- | ------- |
| 柏町一丁目 | 1,001世帯 | 2,058人 |
| 柏町二丁目 | 419世帯   | 977人   |
| 柏町三丁目 | 778世帯   | 1,550人 |
| 柏町四丁目 | 2,037世帯 | 4,151人 |
| 柏町五丁目 | 343世帯   | 725人   |
| 計         | 4,578世帯 | 9,461人 |

## 小・中学校の学区
市立小・中学校に通う場合、学区は以下の通りとなる。
| 丁目       | 番地 | 小学校             | 中学校                 |
| ---------- | ---- | ------------------ | ---------------------- |
| 柏町一丁目 | 全域 | 立川市立第十小学校 | 立川市立立川第六中学校 |
| 柏町二丁目 | 全域 | 立川市立第十小学校 | 立川市立立川第六中学校 |
| 柏町三丁目 | 全域 | 立川市立柏小学校   | 立川市立立川第四中学校 |
| 柏町四丁目 | 全域 | 立川市立柏小学校   | 立川市立立川第四中学校 |
| 柏町五丁目 | 全域 | 立川市立柏小学校   | 立川市立立川第四中学校 |

## 交通
鉄道
- 西武鉄道拝島線
  - 玉川上水駅
- 多摩都市モノレール多摩都市モノレール線
  - 泉体育館駅、砂川七番駅、玉川上水駅

道路
- 東京都道7号杉並あきる野線（五日市街道）
- 東京都道43号立川東大和線（芋窪街道）

## 施設
- 立川市立第十小学校
- 都営柏町一丁目アパート
- 柏保育園
- ピーコックストア立川柏町店
- 立川市立柏小学校
- 立川柏町団地
- 国立音楽大学